# Едуард Кълън
Едуард Кълън (на английски: Edward Cullen) е измислен герой от поредицата книги „Здрач“ на Стефани Майър. Във филма „Здрач“, адаптиран по първата книга от поредицата, ролята на Едуард се изпълнява от актьора Робърт Патинсън.

## Биография
Едуард Кълън – вампир, създаден от Карлайл, на възраст 111 години, роден е 1901 г. в Чикаго, живее във Форкс. Той и семейството му се преместили от Аляска преди няколко години. Живее в голяма къща в покрайнините на Форкс заедно със семейството си – Алис, Джаспър, Есме, Карлайл, Емет, Розали. Те също са вампири, но цялото семейство се продържа към „вегетарианския начин на живот“ (Оцеляват, хранейки се с животинска, а не човешка кръв.)Винаги на 17 години. Боледува от инфлуенца (испански грип), преди да стане безсмъртен, майка му, Елизабет Мейсън, (също боледуваща от тази болест) моли Карлайл – лекуващия я лекар – да спаси сина ѝ на всяка цена. Карлайл го създава, като го ухапва. Едуард е първият член на семейството на Карлайл, към което по-късно се присъединява и Есме. Едуард е отличен пианист и има дарбата да чете мислите на околните в радиус от 2 километра, с изключение на Изабела Суон.

## Едуард Кълън и Бела Суон
Историята започва с пристигането на новата ученичка Изабела Суон (Бела – дъщерята на шериф Суон) в малкото градче Форкс /Вашингтон/. Тя се записва в местната гимназия, в която учат и странните и божествено красиви осиновени деца на д-р Кълън – Едуард, Емет, Джаспър, Алис и Розали. Когато за пръв път вижда въпросното семейство, Бела се омагьосва от грацията и красотата им. От своя страна тя привлича вниманието на Едуард с това, че той не може да „чуе“ мислите ѝ (превръща се в загадка за него до самия край на сагата). Същия ден в час по биология Бела е принудена да седне до нечовешки красивия Едуард, тъй като това е единственото свободно място в кабинета. За нейно нещастие обаче тя се оказва човекът с най-привлекателната и добре миришеща кръв за вампира „вегетарианец“. Едуард се преборва с безумното желание да я убие, като заминава за Денали (Аляска) веднага след часа… Това накратко разказано е първата им среща. След седмица Едуард се връща във Форкс и започва да се оформя този всепоглъщащ черен романс за една невъзможна, но страстна и изпепеляваща, истинска, неизбежна вечна любов.

## Външност
Едуард освен своята специална дарба има и необикновено красива външност. Той притежава много бледа и светла кожа, студена и корава като мрамор, с променящ цвят на очите от черно към златисто кафяво.(Златисто-кафяви очи притежават само „вегетарианците“) Притежава също невероятни бързина и сила. Той и неговото семейство, за разлика от повечето вампири, не се хранят с човешка кръв, а с животинска. Те живеят заедно с хората, но не излизат сред тях когато е слънчево, защото кожата им блести, като диаманти, на пряка слънчева светлина. Има спокойно и честно излъчване на лицето както го описва Карлайл точно преди да го създаде.

## New Moon (Новолуние)
Бела Суон има рожден ден точно преди училище. Алис, сестрата на Едуард организира парти по случай рождения ден на Бела. Докато разопакова един подарък, Бела се порязва на хартията. Братът на Едуард – Джаспър Хейл, въпреки че е на „нечовешка“ диета (т.е. не пие кръв от хора), е завладян от миризмата на кръв и се опитва да атакува Бела. В опит да я опази от света на вампирите, Едуард казва на Бела, че той и останалите от семейството му напускат града, защото той вече не я желае. Бела изпада в тежка депресия и търси утеха при Джейкъб Блек, стар семеен приятел, който ѝ помага да се справи с болката от загубата на Едуард. Един ден Алис получава видение, че Бела скача от скала, но не вижда дали оцелява. Ден по-късно Алис заминава за Форкс, за да провери Бела дали е жива. Но Едуард научава от Розали, че Бела е скочила от скала, за да се самоубие. Отчайва се и заминава за Италия, за да предизвика фамилия Волтури да го унищожи. Всъщност Бела е скочила от там, защото когато тя иска да си направи нещо безразсъдно, чува гласа на Едуард. Двете с Алис тръгват за Италия, за да го открият преди да бъде късно.

## Eсlipse (Затъмнение)
Виктория организира сборище на новородени вампири за да убият семейство Кълън и най-вече Бела Суон. През това време нищо неподозиращият Едуард Кълън предлага брак на Бела, но тя упорито отказва. Всеки ден тя се опитва да се свърже с най-добрия си приятел Джейкъб Блак, но той не отговаря на обажданията и Алис получава видение за армията от новородени. Бела и Едуард отиват на гости на Рене (майкатата на Бела). През това време Джаспър подготвя семейството си за битката. Тогава откриват, че непознат вампир е влизал в къщата на Бела. Вампири и върколаци се обединяват в съюз, за да пазят Бела и баща ѝ. Бела и Едуард остават в палатка в гората по време на битката, но Виктория е проследила миризмата на Едуард и стига до тях. Едуард и Виктория се бият, но той я убива и изгаря. Един от новородените напада Лия и Джейкъб се хвърля да ѝ помогне. Тогава вампирът потрошава всичките му кости от дясната страна. Волтури пристигат и убиват последното момиче, което Кълън искат да запазят живо. Карлайл помага на Джейкъб да се възстанови. Уговаря се датата за превръщането на Бела във вампир, след като тя приема годежния пръстен на Едуард.